# 大阪市の土地区画整理事業一覧
大阪市の土地区画整理事業一覧（おおさかしのとちくかくせいりじぎょういちらん）は、
大阪市内で実施中、また実施されたの土地区画整理事業の一覧である。

## おもな実施事業

### 土地区画整理事業実施の一覧
戦前期からも含め、大阪市内で実施された、または実施中の事業は以下の通り
- 阪南地区土地区画整理事業（大正13年-昭和6年、組合施行）
- 都島地区土地区画整理事業（大正14年-昭和15年、組合施行）
- 住之江地区土地区画整理事業（大正15年-昭和11年、組合施行）
- 城北地区土地区画整理事業（大正15年-昭和25年、組合施行）
- 生野地区土地区画整理事業（大正15年-昭和28年、組合施行）
- 第2阪南地区土地区画整理事業（大正15年-昭和35年、組合施行）
- 梅田2丁目地区土地区画整理事業（平成12年-平成15年、個人施行）
- 瑞光寺地区土地区画整理事業（昭和2年-昭和10年、組合施行）
- 菫之荘地区土地区画整理事業（昭和2年-昭和14年、組合施行）
- 股ヶ池地区土地区画整理事業（昭和2年-昭和9年、組合施行）
- 天王寺地区土地区画整理事業（昭和3年-昭和33年、組合施行）
- 西平野地区土地区画整理事業（昭和3年-昭和10年、組合施行）
- 野江地区土地区画整理事業（昭和3年-昭和12年、組合施行）
- 福田地区土地区画整理事業（昭和3年-昭和16年、組合施行）
- 墨江第1地区土地区画整理事業（昭和3年-昭和16年、組合施行）
- 深江地区土地区画整理事業（昭和3年-昭和17年、組合施行）
- 墨江第2地区土地区画整理事業（昭和3年-昭和18年、組合施行）
- 佃地区土地区画整理事業（昭和3年-昭和21年、組合施行）
- 西長居地区土地区画整理事業（昭和3年-昭和24年、組合施行）
- 今里片江地区土地区画整理事業（昭和3年-昭和28年、組合施行）
- 片江中川地区土地区画整理事業（昭和4 年-昭和16年、組合施行）
- 大宮地区土地区画整理事業（昭和4 年-昭和21年、組合施行）
- 神崎川地区土地区画整理事業（昭和4年-昭和11年、組合施行）
- 森小路地区土地区画整理事業（昭和4年-昭和14年、組合施行）
- 京阪沿線地区土地区画整理事業（昭和4年-昭和16年、組合施行）
- 崇禅寺地区土地区画整理事業（昭和4年-昭和17年、組合施行）
- 上中島地区土地区画整理事業（昭和4年-昭和18年、組合施行）
- 北船場地区土地区画整理事業（昭和4年-昭和27年、組合施行）
- 西中島地区土地区画整理事業（昭和4年-昭和31年、組合施行）
- 西田辺地区土地区画整理事業（昭和4年-昭和32年、組合施行）
- 今福地区土地区画整理事業（昭和4年-昭和35年、組合施行）
- 住吉園南地区土地区画整理事業（昭和5年-昭和10年、組合施行）
- 墨江第3地区土地区画整理事業（昭和5年-昭和12年、組合施行）
- 伝法地区土地区画整理事業（昭和5年-昭和15年、組合施行）
- 榎並之荘地区土地区画整理事業（昭和5年-昭和19年、組合施行）
- 阪神国道沿線地区土地区画整理事業（昭和5年-昭和21年、組合施行）
- 清水地区土地区画整理事業（昭和5年-昭和24年、組合施行）
- 平野地区土地区画整理事業（昭和5年-昭和59年、組合施行）
- 寝屋川地区土地区画整理事業（昭和6年-昭和14年、組合施行）
- 淡路地区土地区画整理事業（昭和6年-昭和18年、組合施行）
- 姫ノ里地区土地区画整理事業（昭和6年-昭和35年、組合施行）
- 姫島福地区土地区画整理事業（昭和6年-昭和35年、組合施行）
- 鷹合地区土地区画整理事業（昭和6年-昭和35年、組合施行）
- 安住地区土地区画整理事業（昭和7 年-昭和31年、組合施行）
- 神路地区土地区画整理事業（昭和7年-昭和17年、組合施行）
- 濱口地区土地区画整理事業（昭和7年-昭和31年、組合施行）
- 我孫子地区土地区画整理事業（昭和8 年-昭和26年、組合施行）
- 桜川地区土地区画整理事業（昭和8年-昭和14年、組合施行）
- 中加賀屋地区土地区画整理事業（昭和8年-昭和30年、組合施行）
- 大阪駅前地区土地区画整理事業（昭和10年-昭和15年、大阪市施行）
- 塚本地区土地区画整理事業（昭和10年-昭和18年、組合施行）
- 商大付近地区土地区画整理事業（昭和10年-昭和20年、組合施行）
- 中野地区土地区画整理事業（昭和10年-昭和26年、組合施行）
- 花里地区土地区画整理事業（昭和10年-昭和26年、組合施行）
- 放出地区土地区画整理事業（昭和10年-昭和28年、組合施行）
- 野里地区土地区画整理事業（昭和11年-昭和17年、組合施行）
- 釜口地区土地区画整理事業（昭和11年-昭和17年、組合施行）
- 御崎地区土地区画整理事業（昭和11年-昭和19年、組合施行）
- 城東地区土地区画整理事業（昭和11年-昭和26年、組合施行）
- 西放出地区土地区画整理事業（昭和11年-昭和31年、組合施行）
- 南加賀屋地区土地区画整理事業（昭和11年-昭和34年、組合施行）
- 田島地区土地区画整理事業（昭和12年-昭和17年、組合施行）
- 毛馬地区土地区画整理事業（昭和12年-昭和25年、組合施行）
- 北島地区土地区画整理事業（昭和12年-昭和26年、組合施行）
- 諏訪地区土地区画整理事業（昭和12年-昭和27年、組合施行）
- 南住吉地区土地区画整理事業（昭和12年-昭和31年、組合施行）
- 今津地区土地区画整理事業（昭和12年-昭和50年、組合施行）
- 木津川南地区土地区画整理事業（昭和13年-昭和31年、組合施行）
- 湯里地区土地区画整理事業（昭和13年-昭和33年、組合施行）
- 大和田地区土地区画整理事業（昭和13年-昭和34年、組合施行）
- 淀川北岸地区土地区画整理事業（昭和14年-昭和25年、組合施行）
- 桜井地区土地区画整理事業（昭和14年-昭和32年、組合施行）
- 東平野地区土地区画整理事業（昭和14年-昭和33年、組合施行）
- 北陽地区土地区画整理事業（昭和14年-昭和34年、組合施行）
- 東長居地区土地区画整理事業（昭和14年-昭和35年、組合施行）
- 岸田堂地区土地区画整理事業（昭和15年-昭和40年、組合施行）
- 戦災復興土地区画整理事業(46工区、昭和21年-平成9年、大阪市施行）
- 大和田地区土地区画整理事業（昭和21年-昭和45年、大阪市施行）
- 大国町南部地区土地区画整理事業（昭和21年-昭和46年、大阪市施行）
- 十三地区土地区画整理事業（昭和21年-昭和47年、大阪市施行）
- 九条地区土地区画整理事業（昭和21年-昭和47年、大阪市施行）
- 日東町地区土地区画整理事業（昭和21年-昭和51年、大阪市施行）
- 栄町地区土地区画整理事業（昭和21年-昭和51年、大阪市施行）
- 玉造地区土地区画整理事業（昭和21年-昭和61年、大阪市施行）
- 浪速東部地区土地区画整理事業（昭和21年-平成2年、大阪市施行）
- 湊町地区土地区画整理事業（昭和21年-平成2年、大阪市施行）
- 西野田南部地区土地区画整理事業（昭和22年-昭和44年、大阪市施行）
- 中野町地区土地区画整理事業（昭和22年-昭和44年、大阪市施行）
- 堀江地区土地区画整理事業（昭和22年-昭和45年、大阪市施行）
- 東天満地区土地区画整理事業（昭和22年-昭和47年、大阪市施行）
- 本田九条安治川地区土地区画整理事業（昭和22年-昭和47年、大阪市施行）
- 難波島地区土地区画整理事業（昭和22年-昭和47年、大阪市施行）
- 汐見橋地区土地区画整理事業（昭和22年-昭和49年、大阪市施行）
- 上福島鷺洲地区土地区画整理事業（昭和22年-昭和59年、大阪市施行）
- 上汐町地区土地区画整理事業（昭和22年-平成10年、大阪市施行）
- 都島本通地区土地区画整理事業（昭和23年-昭和42年、大阪市施行）
- 国分寺地区土地区画整理事業（昭和23年-昭和43年、大阪市施行）
- 大仁地区土地区画整理事業（昭和23年-昭和44年、大阪市施行）
- 寺田町地区土地区画整理事業（昭和23年-昭和47年、大阪市施行）
- 西堀川地区土地区画整理事業（昭和23年-昭和51年、大阪市施行）
- 東平高津地区土地区画整理事業（昭和23年-昭和56年、大阪市施行）
- 港地区土地区画整理事業（昭和23年-平成8年、大阪市施行、港湾地帯）
- 港南地区土地区画整理事業（昭和24年-昭和30年、組合施行）
- 中津豊崎地区土地区画整理事業（昭和24年-昭和45年、大阪市施行）
- 新町地区土地区画整理事業（昭和24年-昭和45年、大阪市施行）
- 中海老江地区土地区画整理事業（昭和24年-昭和50年、大阪市施行）
- 本庄長柄地区土地区画整理事業（昭和24年-昭和59年、大阪市施行）
- 天下茶屋地区土地区画整理事業（昭和24年-昭和61年、大阪市施行）
- 萩之茶屋地区土地区画整理事業（昭和24年-昭和62年、大阪市施行）
- 上海老江地区土地区画整理事業（昭和25年-昭和42年、大阪市施行）
- 玉出地区土地区画整理事業（昭和25年-昭和45年、大阪市施行）
- 石ヶ辻地区土地区画整理事業（昭和25年-昭和51年、大阪市施行）
- 庚申道地区土地区画整理事業（昭和25年-昭和51年、大阪市施行）
- 江戸堀地区土地区画整理事業（昭和26年-昭和47年、大阪市施行）
- 谷町本町地区土地区画整理事業（昭和26年-昭和48年、大阪市施行）
- 小橋清水谷地区土地区画整理事業（昭和26年-昭和51年、大阪市施行）
- 四貫島地区土地区画整理事業（昭和26年-昭和53年、大阪市施行）
- 東野田地区土地区画整理事業（昭和26年-昭和53年、大阪市施行）
- 森之宮地区土地区画整理事業（昭和26年-昭和54年、大阪市施行）
- 大正地区土地区画整理事業（昭和26年-平成10年、大阪市施行、港湾地帯）
- 鴫野地区土地区画整理事業（昭和27年-昭和38年、大阪市施行）
- 松島地区土地区画整理事業（昭和27年-昭和46年、大阪市施行）
- 西九条地区土地区画整理事業（昭和27年-昭和48年、大阪市施行）
- 三軒家地区土地区画整理事業（昭和27年-昭和62年、大阪市施行）
- 元木津地区土地区画整理事業（昭和27年-平成1年、大阪市施行）
- 生玉前地区土地区画整理事業（昭和28年-昭和45年、大阪市施行）
- 島町地区土地区画整理事業（昭和29年-昭和40年、大阪市施行）
- 下新庄地区土地区画整理事業（昭和34年-昭和54年、大阪市施行、宅地造成）
- 豊里地区土地区画整理事業（昭和34年-昭和59年、大阪市施行、宅地造成）
- 第2阪神国道西淀川地区土地区画整理事業（昭和36年-昭和62年、大阪市施行）
- 新大阪駅周辺地区土地区画整理事業（昭和36年-平成1年、大阪市施行）
- 豊里西地区土地区画整理事業（昭和37年-昭和61年、大阪市施行、宅地造成）
- 西加賀屋地区土地区画整理事業（昭和43年-昭和46年、大阪市施行、宅地造成）
- 北島地区土地区画整理事業（昭和43年-昭和63年、大阪市施行）
- 庭井地区土地区画整理事業（昭和49年-平成9年、組合施行）
- 大阪ビジネスパーク地区土地区画整理事業（昭和51年-昭和61年、個人施行）
- 長吉瓜破地区土地区画整理事業（昭和52年-平成18年、大阪市施行）
- 東淀川東部第1地区土地区画整理事業（昭和55年-平成20年、大阪市施行）
- 西梅田地区土地区画整理事業（オオサカガーデンシティ、昭和60年-平成10年、組合施行）
- 茨田北地区土地区画整理事業（昭和61年-平成11年、大阪市施行）
- 三国駅周辺地区土地区画整理事業（昭和61年-平成26年、大阪市施行）
- 加島地区土地区画整理事業（平成3年-平成17年、大阪市施行）
- 大阪フラワーパーク地区土地区画整理事業（平成3年-平成6年、個人施行）
- 今宮駅前地区土地区画整理事業（平成4年-平成13年、個人施行）
- 長吉東部地区土地区画整理事業（平成5年-平成24年、大阪市施行）
- 岩崎橋地区土地区画整理事業（平成5年-平成9年、組合施行）
- 湊町地区土地区画整理事業（平成6年-平成12年、組合施行）
- 放出駅周辺地区土地区画整理事業（平成6年-平成18年、大阪市施行）
- 此花西部臨海地区土地区画整理事業（平成7年-平成18年、大阪市施行）
- 大阪駅北大深東地区土地区画整理事業（平成7年-平成22年、都市再生機構施行）
- 難波地区土地区画整理事業（平成7年-平成23年、組合施行）
- 淡路駅周辺地区土地区画整理事業（平成8年-平成32年、大阪市施行）
- 三国東地区土地区画整理事業（平成12年-平成32年、大阪市施行）
- 梅田新道地区土地区画整理事業（平成17年-平成19年、個人施行）
- 中之島四丁目北地区土地区画整理事業（平成18年-平成18年、個人施行）
- 東野田町1丁目地区土地区画整理事業（平成19年-平成21年、個人施行）
- 上本町六丁目地区土地区画整理事業（平成19年-平成22年、個人施行）

### 耕地整理事業の一覧
戦前期に大阪市内では、宅地開発向けに実施された耕地整理事業もあり、これは以下の通り
- 今宮村第一組合耕地整理事業 (旧梅南通南半から柳通、明治43年）
- 今宮村第二組合耕地整理事業 (旧北開から梅南通北半、明治44年）
- 大阪市杉本組合耕地整理事業 (旧依羅村、明治44年）
- 住吉第一組合耕地整理事業 (旧帝塚山中、大正2年）
- 天王寺村組合耕地整理事業 (旧山王町から聖天下、大正3年）
- 大道組合耕地整理事業 (旧大道村、大正3年）
- 深江組合耕地整理事業 (旧神路村深江、大正7年）
- 鶴橋組合耕地整理事業 (旧鶴橋町猪飼野、大正8年）
- 古市組合耕地整理事業 (旧森小路大宮町、大正13年）
- 田辺組合耕地整理事業 (旧西今川町、田辺松原町、大正13年）
- 神津組合耕地整理事業 (旧木川町、十三東、堀上町、三津屋町、大正13年）
- 小路組合耕地整理事業 (旧片江町、腹見町、大友町、中川町、大正14年）
- 住吉神一組合耕地整理事業 (旧住吉村、大正14年）
- 住吉第二組合耕地整理事業 (旧大領町、万代町、帝塚山東、大正14年）
- 矢田村第一組合耕地整理事業 (旧矢田村、大正15年）
- 矢田村第二組合耕地整理事業 (旧矢田村、昭和2年）
- 加美巽長瀬組合耕地整理事業 (旧加美村、巽村、長瀬村、昭和2年）
- 苅田組合耕地整理事業 (旧苅田村、昭和6年）
- 矢田村矢田部組合耕地整理事業 (旧矢田村矢田部、昭和8年）
- 川北第1組合耕地整理事業 (旧川北村中島、昭和10年）
- 川北第2組合耕地整理事業 (旧川北村西島、昭和12年）
- 矢田村住道組合耕地整理事業 (旧矢田村住道、昭和14年）
- 茨田之荘組合耕地整理事業 (旧諸堤村、昭和17年）